# Трг Шпаније (Мадрид)
Трг Шпаније (Plaza de España) је велики трг и популарна туристичка дестинација која се налази у центру Мадрида, у Шпанији, на западном крају улице Гран Виа. Ту се налази споменик Мигелу де Сервантесу Сааведри и налази се у близини два најистакнутија мадридска небодера. Поред тога, Краљевска палата је само неколико минута хода јужно од трга. Са површином од 36.900 м², међу највећим је трговима у земљи. Тренутно је трг у фази реновирања. Планирано је да се поново отвори 2021.

## Име трга
Био је познат као „Плаза Сан Марсијал” (plaza de San Marcial) све до рушења касарне Сан Гил и накнадног урбанистичког преиспитивања простора почетком 20. века, након чега ће бити преименован у „Трг Шпаније”.

## Историја
Када је 1561. године Фелип II преселио двор из Толеда у Мадрид, област садашњег трга Шпаније била је у великој мери насељена воћњацима које је заливао поток Леганитос.  Карлос III купио је фратрима старог самостана Сан Гил, који се тада налазио поред Краљевске палате, област за изградњу самостана Гилитос, у који би требало да се преселе. Радови су изведени, али никада у њему нису живели монаси. На том месту, основана је касарна Сан Гил за чуваре корпуса, којој ће касније бити придодате штале, постајући коњичка, а касније и артиљеријска касарна.
Године 1808. ова област је била део брда Принципе Пио. То је била једна од локација које су користили француски стрељачки одреди за погубљење заробљеника одведених током устанка 2. маја.
Након дугих дебата током 19. века о проширењу Мадрида, касарна Сан Гил је срушена између 1908. и 1909. године. Ова и друге радње су резултирале одобрењем прелиминарног нацрта за формирање Трга Шпаније 1909. године и коначног пројекта. истог, 1911. године.
Године 1915. расписан је конкурс за дизајн споменика Сервантесу и статуа је инаугурисана 1929.
Током 1950-их, нови и јединствени урбанизам је почео да се развија на тргу, са изградњом његових најупечатљивијих зграда: Зграде Шпаније и Мадридског торња, који је неколико година стајао као највиша бетонска зграда на свету.
Последња реконструкција почела је 2019. године и завршена у новембру 2021.

## Споменик Сервантесу
У центру трга налази се споменик Мигелу де Сервантесу, настао у исто време када и сам трг. Око споменика створен је низ уређених простора за уживање и одмор посетилаца.
Испред статуа Дон Кихота и Санча Пансе налази се језерце правоугаоног облика што све заједно чини једну од најпознатијих атракција шпанске престонице, заједно са Торњем Мадрида (Torre de Madrid) и Шпанском зградом (Edificio España) иза трга. У почетку су се статуе Дон Кихота и Санча Пансе налазиле, отприлике, у данашњем центру језера, које је касније направљено. Основа споменика је од гранита, са скулптуром од црвеног камена из Сепулведе (и неким додацима у бронзи).
Остварење споменика извршено је поводом треће стогодишњице објављивања другог дела Дон Кихота, 1915. године, а настављено је стогодишњицом смрти писца (1616), 1916. године. Аутор пројекта је био архитекта и вајар Рафаел Мартинез Запатеро, који је рачунао на сарадњу Педра Мугурузе Отања. Додате скулптуре су дело Лоренца Кулоа Валере.
Ликови који чине овај репрезентативни споменик су, с једне стране, седећи Сервантес, а у подножју споменика, а испод ногу писца, налазе се статуе Дон Кихота и Санча Пансе. Комплет је завршен додавањем фигура Дулчинеје и Алдонца Лоренца, такође ликова из Сервантесовог романа. Алудирајући на универзалност Дон Кихота, споменик такође рефлектује пет континената, где сви читају Сервантесово дело. Са друге стране и изнад фонтане, у лику жене која десном руком држи књигу је представљена шпанска књижевност. Дрво које преовлађује у уређењу трга је маслина, као омаж пољима Ла Манче у лутањима Дон Кихота и Санча.

## Галерија
- Камена скулптура Мигела де Сервантеса
- Североисточна страна Сервантесовог споменика
- Бронзане скулптуре Дон Кихота и Санча Пансе
- Камена скулптура Алдонзе Лоренца

## Околне зграде
Поред трга су две од највиших зграда у Мадриду, 142 м висок Мадридски торањ, изграђена 1957. и 117 м висока Зграда Шпаније, изграђена 1953.
Ту се налази и кућа Галардо, изграђена 1911. године, која се сматра једним од значајних примера сецесије у архитектури у граду.

## Метро
Трг Шпаније је такође назив станице метроа која се налази на источном углу трга, коју опслужују линије #3 и #10, са везом на линију #2 